# Джерело б/н (Усть-Чорна)
Джерело б/н — гідрологічна пам'ятка природи місцевого значення. Об'єкт розташований на території Тячівського району Закарпатської області, смт Усть-Чорна, ДП «Брустурянське ЛМГ», Лопухівське лісництво, квартал 6, виділи 12, 15, 16, 18.
Площа — 5 га, статус отриманий у 1984 році.